# Sam Chambers
Pour les articles homonymes, voir Chambers.
Sam Chambers, né le 18 août 2007 à Leeds, est un footballeur écossais qui joue au poste de milieu offensif au Leeds United FC.

## Biographie

### Carrière en club
Né à Leeds en Angleterre, Sam Chambers est formé au Leeds United, où il commence sa carrière en championnat d'Angleterre de deuxième division, après avoir signé son premier contrat professionnel le 19 mars 2024. Il joue son premier match avec l'équipe première du club le 2 novembre 2024, entrant en jeu lors d'une victoire 3-0 en championnat contre Plymouth Argyle,.
Il connaît sa première titularisation le 8 février 2025 lors d'un match de coupe contre Milwall,, où malgré la défaite, il est l'auteur d'une performance jugée prometteuse. Cela lui vaut peu après de prolonger son contrat avec le club jusqu'en 2028.
Bien qu'il termine la saison hors des terrains pour des raisons de santé, Chambers est sacré champion de deuxième division lors de la saison 2024-25, Leeds United FC étant ainsi promu en première division,,.

### Carrière en sélection
Sam Chambers est international écossais junior, jusqu'à l'équipe d'Écosse des moins de 19 ans en 2025.

## Palmarès
Leeds United FC
- Championnat d'Angleterre de deuxième division (1)
  - Champion en 2024-25